# Chris Long
Christopher Matthew Long (Huyton, 25 februari 1995) is een Engels voetballer die bij voorkeur als aanvaller speelt. Hij debuteerde op 11 januari 2014 in het betaald voetbal in het shirt van Milton Keynes Dons, dat hem op dat moment huurde van Everton.

## Clubcarrière
Long sloot zich op vijfjarige leeftijd aan bij de jeugdacademie van Everton. Op 8 januari 2014 werd hij voor één maand uitgeleend aan MK Dons, dat uitkomt in de League Two. Drie dagen later scoorde hij bij zijn debuut tegen Shrewsbury Town. Hij startte in de basiself, scoorde na 21 minuten de 2-1 en werd na 82 minuten vervangen.

## Interlandcarrière
Long kwam uit voor diverse Engelse nationale jeugdselecties. Hij was met Engeland -20 actief op het WK -20 2013 in Turkije.

## Erelijst
| Kampioen Championship | 1x | 2015/16 |